# Bosque de los Cedros

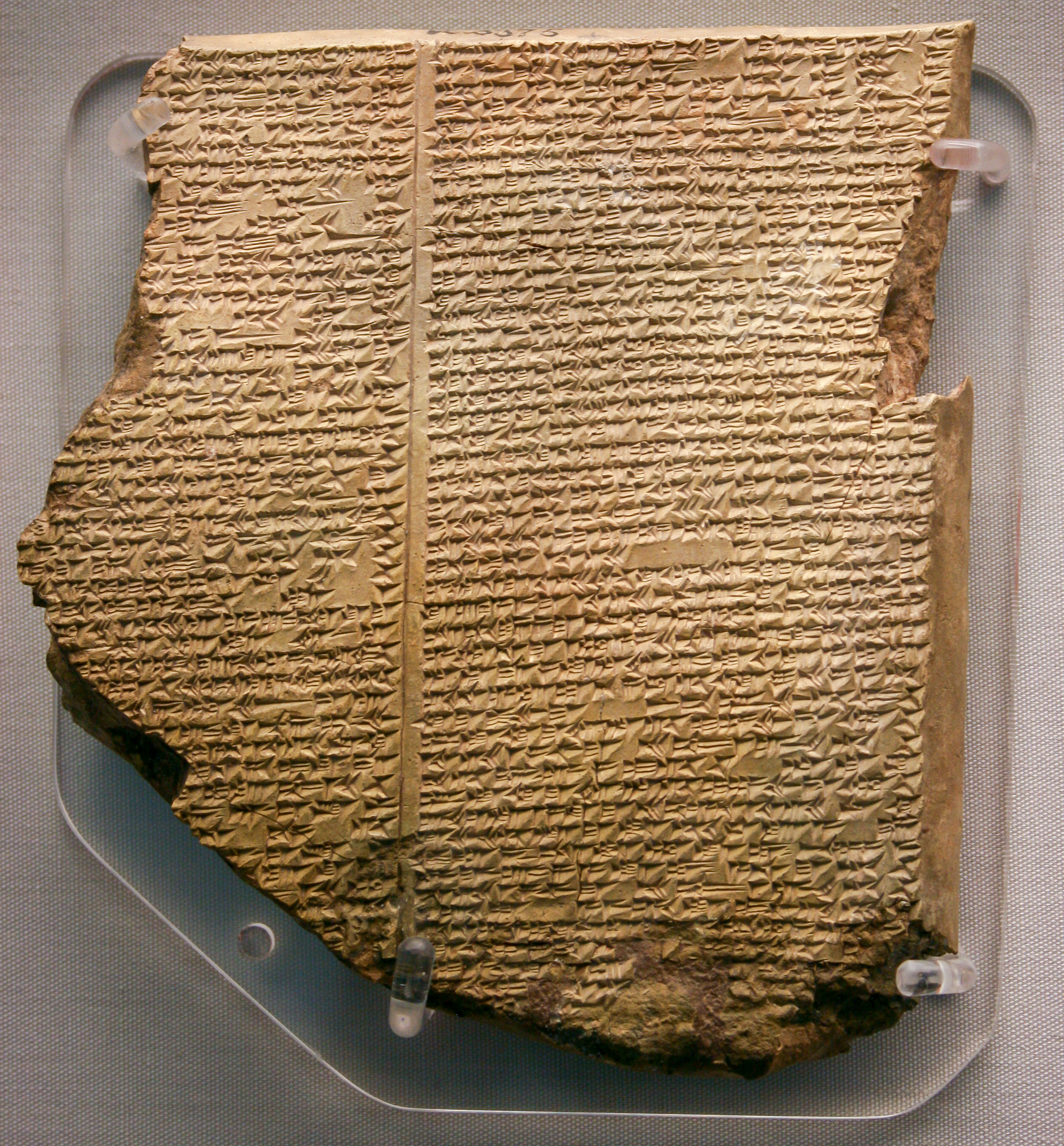
Tablilla del poema de Gilgamesh.

El Bosque de los Cedros (𒄑𒂞𒄑𒌁giš eren giš tir) es un lugar mitológico mencionado en el poema de Gilgamesh. Es un bosque sagrado en la ladera de una montaña, guardado por el monstruo Jumbaba que será derrotado por Enkidu y Gilgamesh. Es descrito como un bosque con frondosos cedros, de fresca sombra, lleno de perfumes y rodeado de un foso para aislarlo del mundo civilizado. Muy probablemente hace referencia a los bosques de cedros del Líbano (Bosque de los cedros de Dios).